# Lier (Norvège)
Pour les articles homonymes, voir Lier.
Lier est une kommune norvégienne du Buskerud.

## Jumelages
La commune de Lier est jumelée avec :
- Kokemäki (Finlande)
- Falköping (Suède)
- Mariagerfjord (Danemark)

## Personnalités de la commune
- Hans Christian Heg, militaire et homme politique norvégio-américain
- Thorleif Haug, fondeur
- Thorbjørn Jagland, homme politique
- Bjørn Eidsvåg, chanteur et compositeur
- Karin Fossum, écrivaine
- Per Bergerud, sauteur à ski